# SN 185
SN 185 este supernova care a apărut în anul 185, în direcția Alpha Centauri, între constelațiile Compas și Centaurul, catalogată RA 14h 43m Dec -62° 30′, în constelația Compas. Această stea a fost observată și consemnată în literatura romană și de chinezi în Cartea Ultimului Han (后汉书).